# Zoé De Grand Maison
Zoé De Grand Maison, spesso accreditata come Zoé De Grand'Maison o Zoé De Grand-Maison (Montreal, 3 maggio 1995), è un'attrice canadese.
È conosciuta soprattutto per aver recitato nella serie televisiva Orphan Black.

## Carriera
Nel 2012, ha debuttato come attrice nella puntata pilota della serie televisiva canadese Saving Hope. Dopo alcune apparizioni in altre produzioni televisive come la serie Motive, dal 2014 si è unita al cast della serie sci-fi Orphan Black, dove ha interpretato il ruolo di Gracie Johanssen. Nel 2015 è apparsa in una puntata di I misteri di Murdoch e Rookie Blue, nello stesso anno, inoltre, ha interpretato l'antagonista Ashley Mendlebach nel film Disney per la televisione Capelli ribelli, film con protagonista Laura Marano. Sempre nel 2015 ha ricevuto due candidature agli Young Artist Awards 2015, vincendo il premio per la sua apparizione in Motive.

## Filmografia

### Cinema
- A Christmas Horror Story, regia di Grant Harvey, Steve Hoban e Brett Sullivan (2015)
- Organ trail, regia di Michael Patrick Jann (2023)

### Televisione
- Saving Hope – serie TV, episodio 1x01 (2012)
- Motive – serie TV, episodio 2x09 (2014)
- Orphan Black – serie TV, 17 episodi (2014-2017)
- I misteri di Murdoch (Murdoch Mysteries) – serie TV, episodio 8x12 (2015)
- Capelli ribelli (Bad Hair Day), regia di Érik Canuel – film TV (2015)
- Rookie Blue – serie TV, episodio 6x02 (2015)
- Riverdale – serie TV, 18 episodi (2018-2020)
- Wayne – serie TV, episodi 1x06-1x07 (2019)

## Doppiatrici italiane
Nelle versioni in italiano delle opere in cui ha recitato, Zoé De Grand Maison è stata doppiata da:
- Virginia Brunetti in Motive, Riverdale
- Eva Padoan in Orphan Black
- Giulia Franceschetti in Capelli ribelli
- Ludovica Bebi in Organ Trail

## Riconoscimenti
- 2015 – Young Artist Awards
  - Miglior giovane attrice guest star di anni 17-21 in una serie televisiva per Motive
  - Candidatura come Miglior giovane attrice ricorrente di anni 17-21 in una serie televisiva per Orphan Black